# 韩国男子冰球代表队
韩国国家冰球队（韩语：대한민국 아이스하키 국가대표팀）是大韩民国的国家男子冰球队。截至2021年，他们在國際冰總世界排名中位列第16位，韩国男子冰球队於1979年首次参加世界冰球锦标赛。他们于2018年在平昌作为东道国首次参加冬季奥林匹克运动会冰球比赛。